# إلفيس سكوت
إلفيس سكوت (بالإسبانية: Elvis Scott) (1 أغسطس 1978 ببورتو كورتيس في هندوراس - ) هو لاعب كرة قدم هندوراسي في مركز الهجوم، شارك في الألعاب الأولمبية الصيفية 2000. وشارك مع منتخب هندوراس لكرة القدم. أما مع النوادي، فقد لعب مع نادي بكين سينوبو غوان ونادي تشانغتشون ياتاي ونادي نيكاكسا ونادي ماراثون ونادي موتاجوا ‏ ونادي ديبورتيفو أوليمبيا ونادي بلاتنسي وأتليتكو بلاتينسي ‏ ونادي أليانزا ‏ وC.D. Necaxa ‏ وJuventud Retalteca ‏ وPumas UNAH ‏.

## وصلات خارجية
- إلفيس سكوت على موقع الاتحاد الدولي (مؤرشف)  (الإنجليزية)
- إلفيس سكوت على موقع قاعدة بيانات كرة القدم.إي يو (الإنجليزية)
- إلفيس سكوت على موقع ناشيونال فوتبول تيمز (الإنجليزية)
- إلفيس سكوت على موقع عالم كرة القدم.نت (الإنجليزية)
- إلفيس سكوت على موقع أوليمبيديا (الإنجليزية)